# Кристоф Фридрих фон Дона-Лаук
Кристоф Фридрих фон Дона-Лаук (на немски: Christoph Friedrich Burggraf un Graf zu Dohna-Lauck; * 19 октомври 1652, Райхертсвалде; † 10 ноември 1734, Райхертсвалде (Мораг), Силезия, Източна Прусия, Полша) е от 1688 г. бургграф и граф на Дона-Лаук-Райхертсвалде. Той е наследствен знаменосец в Прусия и създател на линията Дона-Райхертсвалде.

## Биография
Той е син на бургграф и граф Фабиан III фон Дона (1617 – 1668) и съпругата му Хенриета Амалия фон Дона-Карвинден (1626 – 1655), дъщеря на граф и бургграф Кристоф II фон Дона (1583 – 1637) и графиня Урсула фон Золмс-Браунфелс (1594 – 1657). По баща е внук на бургграф и граф Фабиан фон Дона (1577 – 1631) и фрайин Естер фон Хайдек (1585 – 1639). Правнук е на бургграф и граф Ахациус фон Дона (1533 – 1601) и Барбара фон Вернсдорф (1547 – 1607). Баща му се жени втори път на 15 септември 1658 г. за Луиза Кристина ван Бредероде (1639 – 1660).
При коронизацията на Фридрих III фон Бранденбург за пруски крал (Фридрих I) той носи големите стандарти на Прусия веднага след краля.
Кристоф Фридрих се занимава с религиозни въпроси и си кореспондира с реномираните реформирани теолози по неговото време.
Умира на 10 ноември 1734 г. на 82 години в Райхертсвалде, Мораг, Източна Прусия, Полша. Погребан е в Кюстрин в Бранденбург/Полша.

## Фамилия
Първи брак: на 25 май 1677 г. в Детмолд с графиня Йохана Елизабет фон Липе-Детмолд (* 6 август 1653, Детмолд; † 5/6 април 1690, Замрот, Прусия, Полша), дъщеря на граф Херман Адолф фон Липе-Детмолд (1616 – 1666) и графиня Ернестина фон Изенбург-Бюдинген-Бирщайн (1614 – 1665). Те имат девет деца:
- Фабиан Ернст фон Дона-Лаук (* 12/22 март 1678, Замрод; † 18 ноември 1730, Шлодиен), женен на 18 септември 1721 г. в Дикхорст за Юлиана Маурициана фон Доноп
- Амалия Луиза фон Дона-Лаук (* 9 януари 1680, Замрот; † 4 декември 1723, Бирщайн), омъжена на 9 януари 1712 г. в Бирщайн за генерал граф Вилхелм Мориц II фон Изенбург-Бюдинген-Филипсайх (* 23 юли 1688; † 7 март 1772), син на граф Вилхелм Мориц I фон Изенбург-Бюдинген-Бирщайн (1657 – 1711) и графиня Анна Амалия фон Изенбург-Бюдинген (1653 – 1700)
- Хенриета Катарина фон Дона-Лаук (* 29 януари 1681; † 1 май 1701)
- Йохана София фон Дона-Лаук (* 27 август 1682, Замрот; † 2 април 1735, Кьонигсберг), омъжена на 25 декември 1725 г. в Райхтерсвалде за Александер (1661 – 1728), син на Фридрих фон Дона (1621 – 1688) и Есперанца дьо Монбрун-Ферасиерес (1638 – 1690)
- Адолф Кристоф фон Дона-Лаук (* 4 юли 1683, Замрот; † 13 септември 1736, Лаук), женен на 17 септември 1714 г. в Шлодиен за Фреде-Мария фон Дона-Шлодиен (* 31 декември 1695; † 30 юни 1772), дъщеря на граф и бургграф Кристоф I фон Дона-Шлодиен (1665 – 1733) и Фреде-Мария фон Дона (1660 – 1729)
- Албертина фон Дона-Лаук (* 19 август 1684, Замрот; † 4 юни 1751, Шлодиен), омъжена на 20 ноември 1727 г. в Райхертсвалде за бурграф и граф Карл Флорус фон Дона-Шлодиен (* 6 декември 1693; † 29 юли 1765), вдовец на бургграфиня и графиня Йохана Шарлота цу Дона-Шлобитен (1699 – 1726), син на граф и бургграф Кристоф I фон Дона-Шлодиен (1665 – 1733) и Фреде-Мария фон Дона-Шлобитен (1660 – 1729), дъщеря на граф Кристиан Албрехт фон Дона (1621 – 1677)
- Карл Емилиус фон Дона-Лаук (* 7 декември 1686, Замрот; † ноември 1710, в битка до Артоа)
- Симон Хайнрих фон Дона-Лаук (* 26 февруари 1688, Детмолд; † 16 декември 1713, в битка)
- Кристиан Албрехт фон Дона-Лаук (* 15 април 1690, Замрот; † 10 ноември 1708, в битка при Лил)

Втори брак: на 22 декември 1692 г. в Драйайхенхайн, Офенбах, за пфалцграфиня Елизабет Кристина при Рейн фон Цвайбрюкен-Ландсберг (* 27 октомври 1656, Ландсберг; † 1 август 1707, Райхертсвалде), вдовица на граф Емих XIV фон Лайнинген-Дагсбург-Емихсбург (1649 – 1684), дъщеря на пфалцграф Фридрих Лудвиг фон Цвайбрюкен-Ландсберг, херцог на Пфалц-Цвайбрюкен (1619 – 1681) и пфалцграфиня Юлиана Магдалена фон Цвайбрюкен (1621 – 1672). Те имат две деца:
- Шарлота фон Дона-Лаук (1693 – 1693, Замрот)
- Фридрих Лудвиг фон Дона-Райхертсвалде (* 8 юни 1697, Райхертсвалде; † 21 юни 1766, Райхертсвалде), женен I. на 4 декември 1727 г. в Офенбах за графиня Фридерика Вилхелмина Шарлота фон Сайн-Витгенщайн-Берлебург (* 23 юни 1682; † 26 юни 1731), II. на 17 септември 1732 г. в Шлодиен за Есперанца Луиза фон Дона-Ферасиерес (* 2 август 1705; † 8 октомври 1733), III. на 6 декември 1734 г. в Дьонхофщет за графиня Луиза Шарлота фон Дьонхоф (* 19 април 1711; † 14 март 1755) и има с нея четири деца.